# 泰納拉羅環礁

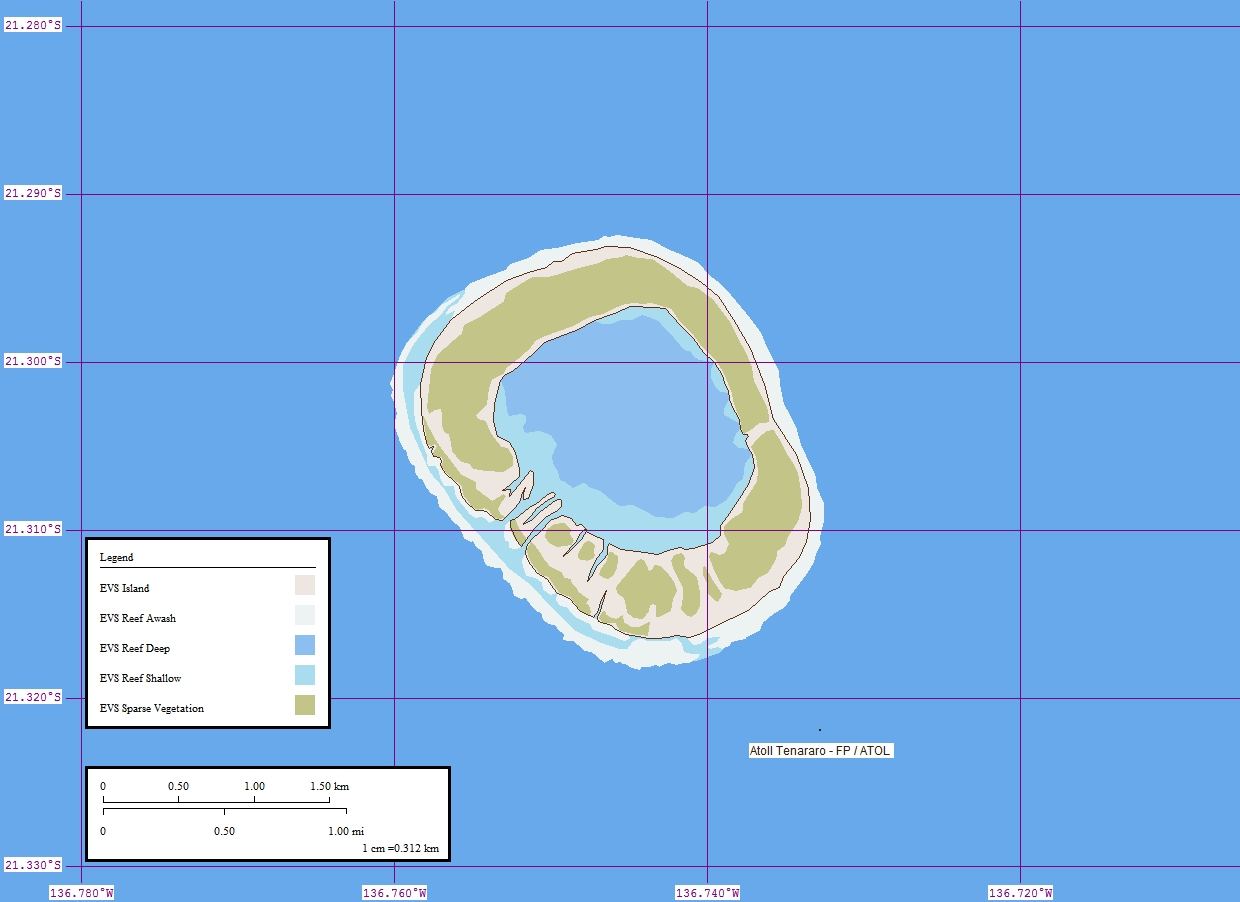

泰納拉羅環礁（Tenararo）是南太平洋法屬波利尼西亞的環礁，屬於土阿莫土群島和阿克蒂恩环礁群，由甘比尔市镇管辖，土地面積2平方公里，潟湖面積1.6平方公里，島上無人居住。
21°18′S 136°45′W / 21.300°S 136.750°W